# Tép lai Hải Phòng
Tép lai Hải Phòng là giống lúa chiêm bản địa, trồng chủ yếu ở các vùng đất nhiễm mặn ven biển; được nông dân chọn lọc, lưu giữ giống qua các đời; được phép khu vực hoá vào năm 1996 và đã được công nhận giống Quốc gia năm 1999 tại Quyết định số 1659 QĐ/BNN-KHCN ngày 13/5/1999 của Bộ Nông nghiệp và Phát triển nông thôn; hiện nay, đây là nguồn gen quý cần được bảo tồn ở Việt Nam..

## Đặc điểm
- Lúa có thời gian sinh trưởng (vụ Xuân sớm) là 185-195 ngày; thích hợp gieo cấy ở vụ Xuân sớm ở các vùng ven biển bị nhiễm mặn và chua ở mức trung bình; mật độ cấy 45-50 khóm/m², 4-5 dảnh/khóm; đẻ nhánh khá; phiến lá dài, hẹp bản và hơi yếu; chiều cao cây là 95–105 cm; trổ bông nhanh.
- Hạt thóc thon dài, màu vàng rơm; khối lượng 19-20g/1.000 hạt.
- Năng suất: trung bình là 30-35 tạ/ha; ở điều kiện thâm canh tốt đạt 45-50 tạ/ha.
- Khả năng thích nghi: chống chịu sâu bệnh tương đối tốt; nhiễm bệnh bạc lá nặng ở thời kỳ cuối sinh trưởng; chịu rét tốt ở giai đoạn mạ trong vụ Động Xuân; chống đổ yếu.